# Maris et larmes
Maris et larmes est le 7e épisode de la saison 19 de la série télévisée d'animation Les Simpson.

## Synopsis
Un nouveau magasin de bandes dessinées appelé Coolsville ouvre en face de la boutique du vendeur de BD qui se sent dépassé par ce nouveau venu, Milo, plus branché et qui a même une petite amie. Comparant sa silhouette à une effigie de Wonder Woman, Marge se rend compte de son embonpoint et se rend dans un club de fitness. Mais elle déchante vite face aux performances des athlètes et décide de créer son propre centre pour les vraies femmes. Marge devient rapidement une femme-d'affaires qui monte. Homer rencontre à la piscine de jeunes et beaux "maris-trophées" vivant aux crochets de leurs épouses, et ils l'avertissent que Marge sera prête à abandonner son mari obèse et peu soigné lorsque premièrement elle soignera son apparence (maquillage, coiffure, toilettes), deuxièmement elle se sentira joyeuse et pleine de vie et troisièmement elle ne cherchera plus à raconter ses journées à son mari. Et cela ne tarde pas à arriver…